# Psicoterapia analítica funcional
A psicoterapia analítica funcional (FAP) é uma abordagem psicoterapêutica baseada na análise do comportamento clínico (ACB) que enfoca a relação terapêutica como meio de maximizar a mudança do cliente. Especificamente, a FAP sugere que o contingente em sessão respondendo aos comportamentos-alvo do cliente leva a melhorias terapêuticas significativas.
A FAP foi conceituada pela primeira vez na década de 1980 pelos psicólogos Robert Kohlenberg e Mavis Tsai que, após perceberem uma associação clinicamente significativa entre os resultados do cliente e a qualidade da relação terapêutica, propuseram desenvolver um modelo teórico de psicoterapia comportamental com base nesses conceitos. Princípios comportamentais (por exemplo, reforço, generalização) formam a base do FAP.
A FAP é uma abordagem idiográfica (em oposição a nomotética) à psicoterapia. Isso significa que os terapeutas da FAP se concentram na função do comportamento de um cliente em vez do formulário. O objetivo é mudar uma ampla classe de comportamentos que podem parecer diferentes na superfície, mas todos servem a mesma função. É idiográfico em que o cliente e o terapeuta trabalham juntos para formar uma formulação clínica única dos objetivos terapêuticos do cliente, ao invés de um alvo terapêutico para cada cliente que entra na terapia.

## Terceira geração terapia comportamental
A FAP pertence a um grupo de terapias denominadas terapias comportamentais de terceira geração (ou terapias comportamentais de terceira onda) que incluem a terapia comportamental dialética (TCD), terapia de aceitação e compromisso (TCA), ativação comportamental (AO) e terapia comportamental integrativa de casais (IBCT).

## Crítica
A FAP tem sido criticada por "estar à frente dos dados", ou seja, não ter apoio empírico suficiente para justificar seu uso generalizado. Desafios encontrados pelos pesquisadores da FAP são amplamente discutidos. Há também críticas ao uso do modelo ACL, uma vez que diminui a natureza idiográfica da FAP.

## Organizações Profissionais
- Associação para a Ciência Comportamental Contextual (ACBS) - Fundada em 2005 (incorporada em 2006), a Associação para a Ciência Comportamental Contextual (ACBS) dedica-se ao avanço da ciência e práticas cognitivas e comportamentais contextuais para aliviar o sofrimento humano e promover o desenvolvimento do bem estar humano.[8]

- A Associação Internacional de Análise do Comportamento (ABAI) tem um grupo de interesse especial para questões práticas, aconselhamento comportamental e análise de comportamento clínico. A ABAI tem grupos maiores de interesse especial para medicina comportamental. A ABAI serve como o principal lar intelectual para analistas de comportamento.[9][10]

- A Associação de Terapias Comportamentais e Cognitivas (ABCT) também tem um grupo de interesse em análise do comportamento, que se concentra na análise do comportamento clínico. Além disso, a Associação de Terapias Comportamentais e Cognitivas tem um grupo de interesse especial em dependências.

- Analistas de comportamento em nível de doutorado, que são psicólogos, pertencentes à divisão 25 da Associação Americana de Psicologia (análise do comportamento). APA oferece um diploma em psicologia comportamental.

- A Associação Mundial para Análise do Comportamento oferece uma certificação para análise de comportamento clínico que abrange psicoterapia analítica funcional.